# Jean-Louis Gauthier
Jean-Louis Gauthier (Angoulême, 22 dicembre 1955 – Maine-de-Boixe, 11 luglio 2014) è stato un ciclista su strada francese.

## Carriera
Professionista dal 1978 al 1987, in carriera ha conquistato due vittorie di tappa al Tour de France; in particolare, la seconda di queste, ottenuta nella cronosquadre dell'edizione del 1983, gli consentì di vestire la maglia gialla per un giorno. È morto l'11 luglio 2014, nei pressi di Maine-de-Boixe, dove si trovava per un'uscita in bicicletta, stroncato da un arresto cardiaco.

## Palmarès

### Strada
- 1980 (Miko-Mercier-Vivagel-Volvo, due vittorie)

4ª tappa Grand Prix du Midi Libre (Rivesaltes > Limoux)
6ª tappa Tour de France (Lilla > Compiègne)

#### Altri successi
- 1979 (Miko-Mercier-Vivagel)

Criterium Largentière
- 1980 (Miko-Mercier-Vivagel-Volvo)

Classifica a punti Tour d'Indre-et-Loire
1ª tappa - 2ª semitappa Giro del Delfinato (Mâcon > Hurigny, cronosquadre)
Criterium Grasse
Criterium Vailly-sur-Sauldre
- 1983 (Coop-Mercier-Mavic)

2ª tappa Tour de France (Soissons > Fontaine-au-Pire, cronosquadre)
- 1987 (Z-Peugeot)

Criterium Breuillet

## Piazzamenti

### Grandi Giri
- Tour de France

1978: 69º
1979: 50º
1980: 50º
1981: 58º
1982: 104º
1983: 76º
1984: 97º
1985: 69º
1986: ritirato (12ª tappa)
1987: 134º
- Vuelta a España

1979: 52º

### Classiche monumento
- Parigi-Roubaix

1981: 25º
1982: 21º
- Liegi-Bastogne-Liegi

1981: 23º

### Competizioni mondiali
- Campionati del mondo

Praga 1981 - In linea Professionisti: ritirato